# Körösszáldobágy
Körösszáldobágy (Săldăbagiu Mic), település Romániában, a Partiumban, Bihar megyében.

## Fekvése
A Király-erdő alatt, a Fekete-Körös közelében, Belényestől északnyugatra, Tenkétől délkeletre, Venter, Belényesforró és Gyanta közt fekvő település.

## Története
Körösszáldobágy, Száldobágy nevét 1599-ben Also Zaldobagy, Felseo Zaldobagy, Zelistie néven említette először oklevél.
1808-ban Szaldobágy ~ Szoldobágy', 1909-ben Szelistye-Száldobágy, 1913-ban Körösszáldobágy néven írták.
A falu a 19. század végén még Szelistye és Száldobágy néven két külön községet alkotott és a nagyváradi 1. sz. püspökség birtoka volt még a 20. század elején is.
1851-ben Fényes Elek írta a településről:
Száldobágy-Szelistye, Bihar vármegyében, lapályos helyen, 32 görög
katholikus, 619 óhitü lakossal, anyatemplommal. Birja a váradi deák püspök
1910-ben 1038 lakosából 14 magyar, 1024 román volt. Ebből 32 görögkatolikus, 993 görögkeleti ortodox, 9 izraelita volt.
A trianoni békeszerződés előtt Bihar vármegye Magyarcsékei járásához tartozott.

## Nevezetességek
- Görög keleti temploma - a 19. század elején épült.